# Chone australiensis
Chone australiensis är en ringmaskart som beskrevs av Hartmann-Schröder 1979. Chone australiensis ingår i släktet Chone och familjen Sabellidae. Inga underarter finns listade i Catalogue of Life.